# Перепростыня
Перепростыня (укр. Перепростиня) — село в Сходницкой поселковой общине Дрогобычского района Львовской области Украины.
Население по переписи 2001 года составляло 203 человека. Занимает площадь 8 км². Почтовый индекс — 82194. Телефонный код — 3244.